# Milmersdorf
Milmersdorf település Németországban, azon belül Brandenburgban. Lakosainak száma 1422 fő (2023. december 31.).

## Népesség
A település népességének változása:
| Lakosok száma | 1447 | 1426 | 1436 | 1438 | 1422 |
|               | 2017 | 2019 | 2021 | 2022 | 2023 |